# Ministero delle finanze (Croazia)
Il Ministero delle finanze (in croato: Ministarstvo financija) è un dicastero del governo croato deputato alla gestione delle finanze pubbliche e del bilancio statale della Croazia.

## Competenze
Uno dei compiti principali è la preparazione del bilancio dello Stato e la gestione delle entrate e spese pubbliche, ovvero dei soldi dei contribuenti. Le competenze principali includono lo sviluppo di analisi macroeconomiche per orientare la politica economica e fiscale, la redazione del bilancio statale e dei bilanci locali e di utenti extra-bilancio, l'esecuzione e il monitoraggio del bilancio statale e della sua liquidità, il controllo e la gestione contabile e finanziaria del bilancio, inclusi report e flussi finanziari, la gestione del debito pubblico, inclusi investimenti, emissione di titoli e negoziazione di prestiti e la preparazione di normative e negoziazione con istituzioni finanziarie internazionali.
Il Ministero si occupa anche della gestione delle concessioni e partecipazione in progetti di partenariato pubblico-privato (PPP), con analisi dei rischi fiscali, del monitoraggio delle imprese strategiche statali e ristrutturazioni aziendali, della gestione e del controllo degli aiuti di Stato e del sistema finanziario (banche, assicurazioni, mercati dei capitali), della supervisione dei sistemi fiscale e doganale, controllo delle entrate pubbliche, lotta contro l’evasione, il riciclaggio e il finanziamento del terrorismo, del coordinamento delle finanze pubbliche anche a livello locale e della gestione dei fondi europei nell’ambito del sistema decentrato.

## Organizzazione
Il Ministero delle finanze è un organo amministrativo statale con un ambito di attività definito dalla legge sull'organizzazione e sull'ambito di attività dei ministeri e delle altre organizzazioni amministrative statali. In base al decreto sull'organizzazione interna del Ministero delle finanze, sono stati istituiti i seguenti organismi amministrativi e altre unità organizzative:
- Ministro delle finanze
- Segretario di Stato
- Gabinetto del ministro
- Segretariato generale
- Direzione per le analisi macroeconomiche, l’economia, il sistema finanziario, l’UE e le relazioni finanziarie internazionali
- Tesoro di Stato
- Direzione per la gestione finanziaria, la revisione interna e la supervisione
- Settore indipendente per i procedimenti amministrativi di secondo grado
- Amministrazione fiscale
- Amministrazione doganale